# Provincia de Cajamarca
La provincia de Cajamarca es una de las trece que conforman el departamento homónimo en la sierra norte del Perú. Limita por el norte con la provincia de Hualgayoc; por el este con las provincias de Celendín, San Marcos y Cajabamba; por el sur con el departamento de La Libertad, y por el oeste con las provincias de Contumazá y San Pablo. Y pertenece a la Macrorregión Norte del Perú.

## Historia
La provincia fue creada en los primeros años de la época republicana peruana el 6 de enero de 1821, y tiene como capital a la ciudad de Cajamarca.

## División administrativa
La provincia tiene una extensión de 2979,78 km² y se divide en 12 distritos.
| Pos. | Distrito           | Población (2020) |
| ---- | ------------------ | ---------------- |
| 1    | Cajamarca          | 245 137          |
| 2    | Asunción           | 7896             |
| 3    | Chetilla           | 3863             |
| 4    | Cospán             | 7159             |
| 5    | Encañada           | 20 052           |
| 6    | Jesús              | 16 666           |
| 7    | Llacanora          | 6657             |
| 8    | Los Baños del Inca | 43 298           |
| 9    | Magdalena          | 8809             |
| 10   | Matara             | 3793             |
| 11   | Namora             | 10 308           |
| 12   | San Juan           | 4532             |

## Población
La provincia tiene una población de 398 673 habitantes (censo del INEI de 2017). Su capital, la ciudad de Cajamarca, cuenta en la actualidad con algo más de 250 000 habitantes y está en proceso de conurbación con la vecina ciudad de Baños del Inca, que tiene aproximadamente 30 000 habitantes.

## Capital
La capital de la provincia es la ciudad de Cajamarca, a la vez capital del departamento de Cajamarca. La ciudad de Cajamarca cuenta con doscientos sesenta mil habitantes aproximadamente y es una de las ciudades más importantes del norte del país. Además del rápido crecimiento agroindustrial y aurífero-minero de Cajamarca, en los últimos años, se ha visto un aumento de la migración de personas provenientes de la selva y costa norte a la ciudad, se ha convertido en menos de ocho años en una de las diez ciudades más pobladas del país.

## Autoridades

### Regionales
- Consejeros regionales
  - 2019-2022[2]

  1. Godo Manuel Vásquez Becerra (Alianza para el Progreso)
  2. Ludgerio Abanto Albarrán (Acción Popular)
  3. María Cristina Chambizea Reyes (Frente Regional de Cajamarca)

### Municipales
- 2023-2026[2]
  - Alcalde: Reber Joaquín Ramírez Gamarra (Cajamarca siempre Verde)
  - Regidores:

  1. Henry Alcántara Salazar (Frente Regional de Cajamarca)
  2. José Tanta de la Cruz (Frente Regional de Cajamarca)
  3. Elisa Chávez Veintimilla (Frente Regional de Cajamarca)
  4. Olga Cueva Cacho (Frente Regional de Cajamarca)
  5. Segundo Portal Pizarro (Frente Regional de Cajamarca)
  6. Alexander Fernández Rabanal (Frente Regional de Cajamarca)
  7. Lidia Herrera Chacón (Frente Regional de Cajamarca)
  8. Emma Chávez Salcedo de Leiva (Frente Regional de Cajamarca)
  9. José Romero Rojas (Alianza para el Progreso)
  10. Raúl Llanos Sánchez (Alianza para el Progreso)
  11. Carlos Paredes Egúsquiza (Partido Democrático Somos Perú)
  12. Jorge Collantes Hoyos (Partido Democrático Somos Perú)
  13. Germán Estela Castro (Acción Popular)

## Turismo
Tanto en la misma Cajamarca como en los alrededores hay una gran oportunidad para visitas turísticas. El cronista de viajes D. López Mazzotti nos describe el cerro Santa Apolonia y «la silla del inca», la catedral e iglesias de Cajamarca, el Cuarto del Rescate (donde se tuvo prisionero al inca Atahualpa), el conjunto monumental de Belén, las cascadas de Llacanora, los Baños del Inca, las Ventanillas de Otuzco, el complejo arqueológico de Cumbemayo, la hacienda La Colpa, la Granja Porcón y las cavernas de Callacpuma, entre otras.